# Tono Stano
Compléments
http://www.tonostano.com/
Tono Stano, né le 24 mars 1960  à Zlaté Moravce, en Slovaquie, alors en Tchécoslovaquie, est un artiste photographe slovaque vivant à Prague en République tchèque, réputé pour ses photos de nus artistiques. 
L'une de ses photos est devenue célèbre, en étant « source d'inspiration » pour l'affiche du film « Show Girls ».
Il a suivi ses études à l'école secondaire des arts appliques à Bratislava entre 1975 et 1979. Entre 1980 et 1986, il a fréquenté la FAMU (École du Film, Photographie et Télévision) de Prague.
Alors qu'il faisait ses études, avec d'autres étudiants (entre autres avec Vasil Stanko (cs), Peter Župník, Kamil Varga (cs), Miro Švolík (cs) et Rudo Prekop), ils ont développé un nouveau style de photographie de studio, par l'utilisation de la métaphore, et l'expressivité des mouvements ; partiellement influencée par l'instantanéité des « performances » artistiques.
Tono Stano est surtout connu pour ses portraits de nus féminins. Plusieurs de ses photographies ont été utilisées comme couverture de livres. La photographie intitulée Sense', par exemple, sert de couverture au livre « The Body » de William A. Ewing,.